# Романы о Гвидо Брунетти
Гвидо Брунетти — вымышленный итальянский детектив, созданный американской писательницей Донной Леон. Он комиссар (суперинтендант) итальянской государственной полиции, дислоцированный в Венеции, и уроженец этого города. Брунетти является героем (по состоянию на 2020 год) 29 романов: он также является героем немецкого телесериала, основанного на этих романах.

## Описание
В своем первом романе «Смерть в Ла Фениче» Леон описала Брунетти как «удивительно аккуратного мужчину, с тщательно завязанным галстуком, волосы короче, чем было в моде; даже его уши были прижаты к голове, как если бы он не хотел привлекать к себе внимание. В его одежде было отмечено, что он итальянец. По интонации его речи говорилось, что он венецианец. Его глаза были полицейскими». Его изображают честным, умным и прилежным в своей работе. Он счастлив в браке с Паолой, преподавателем университета, и у него двое детей: Рафаэле (16 лет) и Кьяра (13 лет). Он хорошо образован, читал классику в университете и хорошо говорит по-английски, проработав какое-то время в США. Он, в свою очередь, философичен, умён и сострадателен, но также прагматичен, с «врождёнными навыками уловок, трюков и обмана». Арминта Уоллес из Irish Times предположила, что Брунетти — это полная противоположность стереотипу вымышленного детектива; в отличие от «типичного хаотичного, сильно пьющего, переутомленного полицейского, он презентабелен и начитан. Он возвращается домой к ужину, и кажется, ему нравится общество своей жены Паолы и их детей».
Брунетти помогают сержант-детектив (позже инспектор) Лоренцо Вьянелло и секретарь станции Элеттра Зорци, хотя у него сложные отношения со своим начальником, вице-квестором Джузеппе Патта.

## Список персонажей
Некоторые повторяющиеся персонажи из романов Брунетти.

### Коллеги
- Лоренцо Вьянелло, представленный во втором романе «Смерть в чужой стране», — сержант-детектив и регулярный помощник Брунетти. Он старше Брунетти[7], флегматичный и надёжный. Позже он повышен до детектива-инспектора.
- Элеттра Зорци (именуемая «синьорина Элеттра») — секретарь Квестуры. Способная и умная женщина, она была представлена в третьем романе «Анонимный венецианец» и быстро стала незаменимой в управлении отделом. Она с готовностью помогает Брунетти благодаря своим компьютерным навыкам и широкому кругу контактов; она описывает её как «женщину бесконечного и инстинктивного обмана»[8].
- Джузеппе Патта, вице-квестор участка, сицилиец; тщеславный, напыщенный и (по очереди) праздный или диктаторский человек. У Брунетти сложные отношения с ним, и это мнение разделяют и другие; в Смертельные средства мы видим, как синьорина Элеттра тайно проводит игру в Бинго, основанную на использовании Паттой жаргона во время брифингов для персонала[9].
- Этторе Риццарди, судебно-медицинский эксперт, опытный и добросовестный врач.

### Семья
- Паола Фалиер, жена Брунетти, преподаватель английской литературы в университете (как и Донна Леон в реальной жизни). Родом из богатой семьи.
- Раффаэле («Раффи») их 16-летний сын.
- Кьяра, их 13-летняя дочь
- Орацио Фалиер, тесть Брунетти, отец Паолы. Изначально был против их брака из-за разных социальных лестниц, но в итоге принял Гвидо и иногда помогает ему.

## Романы
О комиссаре Брунетти написано множество романов.
1. «Смерть в „Ла Фениче“» (1992)[12] — Знаменитый оперный театр «Ла Фениче» видел свою долю смертей, но ни одна из них не была столь ужасной и жестокой, как смерть маэстро Гельмута Веллауэра, отравленного во время представления «Травиаты». Даже Брунетти шокирован количеством врагов, которых Веллауэр нажил на своем пути к вершине — но у скольких из них достаточно мотивов для убийства?
2. «Смерть в чужой стране» (1993)[13] — Однажды рано утром Брунетти сталкивается с телом молодого человека, выловленного из зловонного канала. Все подсказки указывают на ограбление, но грабёж кажется слишком удобным мотивом. Затем в квартире мертвеца находят что-то компрометирующее, что указывает на существование клики высокого уровня, и Брунетти убеждается, что кто-то прилагает большие усилия, чтобы обеспечить ему лёгкое решение преступления.
3. «Анонимный венецианец» (1994), также известный как «Одетый для смерти»[14] — Надежды Брунетти на семейный праздник рушатся, когда находят очередное тело; оно настолько сильно избито, что его невозможно опознать. Брунетти ищет в Венеции кого-то, кто может опознать тело, но встречает стену молчания. Затем звонок от контакта обещает некоторую дразнящую информацию, но ещё до того, как ночь кончилась, он сталкивается с ещё одной ужасной и, по-видимому, бессмысленной смертью.
4. «Венецианская расплата» (1995), также известная как «Смерть и приговор»[15] — на одной из коварных горных дорог в итальянских Доломитах разбивается грузовик, разбрасывая ужасный груз. Тем временем известный юрист-международник найден мёртвым в вагоне междугороднего поезда в Санта-Лючии. Могут ли быть связаны две трагедии? Комиссар Гвидо Брунетти глубоко погружается в тайную жизнь элитных классов Италии, чтобы найти ответ.
5. «Высокая вода» (1996), также известная как «Смерть в паводке»[16] — Пока Венеция готовится к зимней буре и натиску восходящей воды от проливного дождя комиссар Гвидо Брунетти узнаёт, что его старая подруга был жестоко избита в доме-палаццо, который она владеет и делит со своим частым гостем и спутницей жизни, правящей дивой Флавией Петрелли.
6. «Смерть веры» (1997), также известная как «Тихо во сне»[17] — Брунетти приходит на помощь молодой монахине, которая покинула монастырь после неожиданной смерти пяти пациентов. Сначала запросы Брунетти не обнаруживают ничего неправильного, и он задается вопросом: не создает ли монахиня простое прикрытие, чтобы оправдать отказ от своего призвания? Но, возможно, она наткнулась на что-то очень реальное и очень зловещее — что-то, что подвергает её жизнь неминуемой опасности.
7. «Благородное сияние» (1997)[18] — нового владельца фермерского дома у подножия итальянских Доломитовых Альп вызывают в дом, когда его рабочие вскрывают мрачную могилу. Оказавшись на работе, Брунетти находит ключ к разгадке печально известного дела о похищении и исчезновении с участием одной из старейших и самых аристократических семей Венеции.
8. «Смертельные средства» (1999)[19] — Для комиссара Брунетти все началось с телефонного звонка ранним утром. В холодном венецианском рассвете внезапный акт вандализма нарушает тишину покинутого города. Но Брунетти вскоре был шокирован, обнаружив, что виновным, ожидающим задержания на месте происшествия, является его жена Паола. Тем временем на него оказывает давление начальство, которое требует раскрыть дерзкое ограбление, связанное с подозрительной смертью в результате несчастного случая. Все это ведёт к мафии? И как действия его семьи связаны с этими преступлениями?
9. «Друзья в верхах» (2000)[20] — Комиссара Брунетти посещает молодой бюрократ, расследующий отсутствие официального разрешения на строительство квартиры Брунетти несколько лет назад. То, что началось как головная боль бюрократии, заканчивается убийством, когда чиновник позже обнаруживается мёртвым после загадочного падения с балкона.
10. «Море неприятностей» (2001)[21] — Убийство двух ловцов моллюсков у острова Пеллестрина, к югу от Лидо в Венецианской лагуне, привлекает комиссара Брунетти в сплоченное сообщество острова, связанное кодексом лояльности и подозрению к посторонним. Когда синьорина Элеттра добровольно отправляется на остров, где у неё есть родственники, Брунетти разрывается между своим долгом раскрыть убийства, заботой о безопасности Элеттры и не совсем прямыми чувствами к ней.
11. «Преднамеренное поведение» (2002)[22] — Когда одна из учениц его жены Паолы приходит к нему с интересом к расследованию возможности помилования за преступление, совершенное её дедом много лет назад, комиссар Брунетти мало думает об этом, кроме того, что заинтригован и привлечен интеллектом и моральной серьёзностью девушки. Но когда ее находят зарезанной, Клаудия Леонардо внезапно перестает быть просто ученицей Паолы, а становится делом Брунетти.
12. «Единое Правосудие» (2003)[23] — Брунетти сталкивается с тревожным случаем, когда молодой кадет был найден повешенным, предположительно покончившим с собой, в элитной военной академии Венеции. Продолжая свое расследование, он сталкивается со стеной молчания и оказывается вовлеченным в странную и бурную политику могущественной элиты своей страны.
13. «Доказанные доказательства» (2004)[24] — Убита богатая пожилая женщина. Вскоре после этого ее румынскую горничную сбил поезд, когда она пыталась покинуть Италию с большой суммой денег и поддельными бумагами. Дело вроде бы раскрыто. Затем сосед предоставляет доказательства того, что горничная не виновна в убийстве. Брунетти углубляется в дело, хотя официально оно закрыто, и обнаруживает, что причиной убийства была не жадность.
14. «Кровь из камня» (2005)[25][26] — Незадолго до Рождества в Венеции на площади Сан-Стефано убит мужчина. Нелегальный иммигрант, предположительно из Сенегала, он является одним из уличных торговцев, которые продают поддельные модные аксессуары, пытаясь обойти закон. Поначалу преступление кажется простым столкновением между конкурирующими продавцами, но, когда комиссар Гвидо Брунетти расследует более глубоко, он начинает подозревать, что это убийство было делом рук профессионала и в прошлом жертвы было больше, чем казалось на первый взгляд.[27] И почему его босс хочет, чтобы он прекратил дело?
15. «Сквозь стекло, мрачно» (2006)[28] — Когда тело ночного сторожа обнаруживается перед пылающей печью на стекольной фабрике Де Кала вместе с аннотированной копией дантевского «Ада» , Брунетти должен провести расследование. Есть ли в книге подсказки, которые нужны Брунетти, чтобы раскрыть убийство и выяснить, кто разрушает воды венецианской лагуны?
16. «Страдайте, маленькие дети» (2007)[29] — Однажды ночью группа мужчин ворвалась в квартиру педиатра и его жены, жестоко напав на врача и запугав его жену и ребёнка. Они утверждают, что они карабинеры. Брунетти исследует и погружается в темный мир неэтичной медицинской практики, коррупции и детей для продажи тем, у кого есть деньги.
17. «Девушка его мечты» (2008)[30] — Одним дождливым утром комиссар Брунетти и инспектор Вьянелло ответили на вызов службы экстренной помощи, сообщив о теле, плавающем около ступенек Гранд-канала. Протягивая руку, чтобы вытащить его, Брунетти ловит шелковистыми золотыми волосами запястье и видит маленькую ступню. Вместе он и Вианелло поднимают мёртвую девушку из воды.
18. «Кругом» (2009)[31] — На вечеринке Брунетти встречает очаровательную, начитанную молодую женщину с яркой подтяжкой лица. На работе Брунетти поручают сотрудничать с карабинером, расследующим убийство человека, причастного к незаконной перевозке опасных отходов на территорию Каморры. Затем две истории сходятся.
19. «Вопрос веры» (2010)[32] — Брунетти узнает о любопытной схеме в здании суда: дела с участием определенного судьи и пристава неоднократно откладываются таким образом, чтобы это было выгодно определенному адвокату. Более того, швейцар сдаёт квартиру у адвоката по очень низкой цене — до тех пор, пока его не убивают.
20. «Выводы по рисунку» (2011 г.)[33] — Пожилая женщина умирает от сердечного приступа в своей квартире. Но могло ли это быть потому, что ее кто-то тряс? Если да, то кто и почему? Брунетти исследует лабиринт своей недавней деятельности и попадает в тайное общество, защищающее женщин, подвергшихся побоям, и массовое мошенничество, совершенное много лет назад.
21. «Мерзкие твари» (2012)[34] — Человек, чьё тело было найдено плавающим в канале, оказался ветеринаром, который подрабатывал инспектором на бойне. Могло ли что-то, что он там узнал, привести к его убийству?
22. «Золотое яйцо» (2013)[35] — Молодой человек, который, как говорят, глухонемой и имеет инвалидность по развитию, умирает от очевидно случайной дозы снотворного. Об этом не сообщается как о преступлении, но Брунетти и его жена Паола знали его по соседству, и Брунетти не может не привлечь своих друзей из полиции, чтобы дернуть за нить, пока не будет разгадано всё ужасное прошлое.
23. «По его обложке» (2014)[36] — Кто-то вырезает страницы из драгоценных редких библиотечных книг, и Брунетти проводит расследование. Очевидный виновник исчез. Затем убивают бывшего священника, который в то самое время тоже находился в библиотеке.
24. «Влюблённость» (2015)[37] — Дива Флавия Петрелли вернулась в роли Тоски. Кто-то прислал ей экстравагантные цветы и ценное ожерелье. Затем певицу, которой похвалила Флавия, сталкивают с лестницы, а ее домовладелец, бывший бойфренд, получает ножевое ранение. Сможет ли Брунетти защитить Флавию от этого жестокого преследователя?
25. «Воды вечной молодости» (2016)[38][39]
26. «Земные останки» (2017)[40][41]
27. «Искушение прощения» (2018)[42]
28. «Нам дан сын» (2019)[43]
29. «Микроэлементы» (2020)[44]
30. «Временные желания» (2021)
31. «Отдай раньше других» (2022)

## Телесериал
Trebitsch Productions адаптировала первые 26 романов о комиссаре Брунетти для немецкого телевидения для подразделения Degeto Film компании ARD, хотя персонажи и детали сюжета в адаптациях отличаются от тех, что указаны в исходном материале. До 13 серии фильмы даже не выходили в том же порядке, что и книги. Йоахим Кроль изобразил Гвидо Брунетти в первых четырёх сериях, а Уве Кокиш во всех последующих. Хотя есть и другие книги, сериал не был продолжен после 26 эпизодов.